# 井口カイニョと椿の森公園
井口カイニョと椿の森公園（いのくちカイニョとつばきのもりこうえん）とは、富山県南砺市に所在する公園である。

## 概要
旧井口村の花木でもあり、カイニョとしても植えられてきたツバキをテーマに、和風庭園、多目的ホール、研修棟、芝生広場などを備えた公園である。2001年より整備を進めてきた。
公園内に所在する『いのくち椿館』（延床約1,300m2）は、2005年3月19日に竣工し開館したツバキの研究と保存を目的とした施設である。同施設では日本国内の植物園や植物研究施設・試験場の中で唯一ツバキ属原種を90種類以上も植栽している。
毎年3月に同公園で『いのくち椿まつり』が開催される。